# 37 درجة مئوية (مسلسل)
37 درجة مئوية مسلسل كوميدي سعودي من طاقم شبابي كامل يمثل النسخة المعربة من المسلسل الأمريكي الكوميدي سكرابز بدأ عرضه عام 2009 ويتحدث عن مواقف تواجه الطلبة الجدد داخل أحد المستشفيات السعودية وتقع بعض المشاكل والمواقف المضحكة. وشارك الفنان ناصر القصبي بدور الاستشاري وحيد في بعض الحلقات وأيضًا شارك بعض النجوم في المسلسل مثل زهور حسين بدور الدكتورة سحر.
بعد النجاح الكبير للمسلسل بدأ طاقم المسلسل بتصوير الجزء الثاني والذي تم عرضه على الشاشات عام 2010.

## الوجوه الشابة
طلاب المقيمين:
- معاذ - نايف فايز
- خالد - بدر اللحيد
- نوف - سناء إبراهيم
- محمد - أحمد الغامدي
- نايف - محمد مقبل
- سعدون - عبد الله الأحمد
- عبد الله - نواف المهنا
- ريـم - ريماس منصور

الاستشاري ورئيس قسم الباطنة:
- د. سليمان - محمد علي
- د. غسـان - ياسر مشرف

وبمشاركة مها زين
فكرة: سمير عارف - طارق الفهد
الإشراف العام: ناصر القصبي
إخراج: سمير عارف

## الموقع الرسمي للمسلسل وطاقم العمل
http://www.37dc.tv
شركة الهدف للإنتاج الفني.